# اچ‌ام‌ای‌اس لابوآن
اچ‌ام‌ای‌اس لابوآن ممکن است به یکی از موارد زیر اشاره داشته باشد:
- اچ‌ام‌ای‌اس لابوآن (ال ۱۲۸)
- اچ‌ام‌ای‌اس لابوآن (ال۳۵۰۱)